# Dragon Ball Z: Kiken na Futari! Super Senshi wa Nemurenai
Dragon Ball Z: Kiken na futari! Super senshi wa nemurenai (ドラゴンボールZ 危険なふたり!超戦士はねむれない Doragon Boru Zetto Kiken na futari! Sūpā senshi wa nemurenai?, Dragon Ball Z: ¡Un par en peligro! Los super guerreros nunca duermen) es la 13.ª película basada en la serie de manga y anime Dragon Ball, y la 10.ª de la etapa Dragon Ball Z, fue estrenada el 12 de marzo de 1994. Esta película es una continuación directa de Moetsukiro!! Nessen - Ressen - Chōgekisen. 
El 12 de marzo de 1994 llegó a la cartelera de cines Japoneses una película que se suponía iba a ser de las mejores películas basadas en el anime manga Dragon ball. Kiken na futari! Super Senshi wa nemurenai conocida como "Dragon ball Z, el regreso del Guerrero Legendario", la película que tiene como antecedentes los hechos ocurridos en la cinta de nombre "Estalla el duelo"/"El poder invencible" 

## Argumento
Tras sobrevivir de su derrota ante Son Goku, Broly emerge de una cápsula espacial que se estrelló en la Tierra tras escapar del cometa que destruyó a Nuevo Vegeta. Cae en la inconsciencia mientras repite el nombre original de Son Goku "Kakarotto" y regresa a su forma Base, quedando congelado dentro del cráter.
Siete años después, Son Goten, Trunks y Videl buscan las Esferas del Dragón y se encuentran con una aldea aterrorizada por un supuesto monstruo y un dudoso chamán que exige sacrificios humanos para apaciguarlo. Idean un plan para rescatar a la aldea poniendo un cebo al monstruo, pero cuando Son Goten provoca un obstáculo sin querer, Videl le da una bofetada y se pone a llorar. El monstruo, que se revela como un dinosaurio, es atraído y matado por Son Goten y Trunks. Ahora que la aldea está a salvo y el chamán ha sido exiliado, el grupo parte para continuar con su caza de las Esferas del Dragón. Sin saberlo, los gritos llorones de Son Goten despiertan a Broly. Al caer la noche, el grupo descansa tras recoger seis de las siete Esferas del Dragon cuando se produce una fuerte erupción y Videl sale a investigar. Pronto se encuentra con Broly en la forma Super Saiyajin normal y lucha contra él, pero éste la despacha sin esfuerzo y ella queda inconsciente cuando llegan Son Goten y Trunks. Se enfrentan a Broly pero no son rivales para el bruto y huyen despavoridos. Son Gohan los salva mientras intentan reunir las esferas para desear que Broly se vaya. Son Gohan no es rival para Broly, que dirige una esfera de energía letal hacia Videl, Trunks y Son Goten. Angustiado, Son Gohan corre hacia ellos e intenta desviarla y consigue protegerlos de la explosión, pero ésta los deja a todos inconscientes.
Son Gohan asume su forma Super Saiyajin 2 para intentar derrotar a Broly, que se transforma en su forma de Super Saiyajin Legendario, ahora aún más poderosa que antes. Son Gohan consigue atraer a Broly a un pozo de lava que lo consume y Son Gohan se desmaya por agotamiento antes de ser rescatado por Krilin. Momentos después, Broly reaparece, encerrado en una barrera de energía y ataca a Son Gohan tras incapacitar a Krilin. Son Gohan se ve impotente al ser aplastado por el abrazo de oso de Broly hasta que llega Videl e intenta intervenir sin éxito. Alentado por el esfuerzo de Videl, Son Gohan se libera del agarre de Broly y lanza un Kamehameha contra Broly. El Super Saiyajin Legendario lanza una gigantesca esfera de energía contra Son Gohan que choca con el Kamehameha. Son Goten se une a su hermano en la lucha de poderes, pero la esfera de Broly absorbe sus ondas vitales y se empuja más hacia ellos. Son Goten desea que su padre esté allí para ayudarles y, milagrosamente, las Esferas del Dragón conceden su desesperado deseo mientras el cielo se oscurece y Son Goku aparece para su sorpresa y la confusión de Broly. Son Goku se une a sus hijos y dispara un Kamehameha, sin embargo su esfuerzo combinado de Kamehameha Padre-Hijos es inútil ya que Broly sigue resistiendo hasta que es distraído por Trunks que le dispara una ráfaga. La familia de Super Saiyajin desata un último empujón impulsando un Kamehameha Padre-Hijos que empuja directamente a Broly al espacio y éste muere al chocar con el sol. Son Gohan y Son Goten se preguntan si su padre estuvo alguna vez allí mientras Son Gohan agradece a su padre y pronto se les unen Trunks, Krilin y Videl mientras celebran su victoria.

## Personajes
Son Goku ( 孫 悟空 Son Goku?)
 Seiyū: Masako Nozawa
Son Gohan (孫 悟飯 Son Gohan?)
 Seiyū: Masako Nozawa
Son Goten (孫 悟天 Son Goten?)
 Seiyū: Masako Nozawa
Trunks (トランクス  Torankusu?)
 Seiyū: Takeshi Kusao
Krilin (クリリン  Kuririn?)
 Seiyū: Mayumi Tanaka
Videl (ビーデル  Bīderu?)
 Seiyū: Yūko Minaguchi
Broly ( ブロリー Burori?)
 Seiyū: Bin Shimada
Chamán de Natade ( 祈祷師  Kidoshi?)
 Seiyū: Chafūrin

### Personajes exclusivos de la película
Coco (ココ Koko?)
 Seiyū:  Junko Shimakata
Coco es una pequeña niña de la aldea Natade, iba a ser sacrificada al dios de la montaña hasta que Videl, Goten y Trunks interfirieron. Su nombre proviene de Coco (ココ Koko?).

## Reparto
| Personaje      | Actor de voz (Japón) | Doblaje (Hispanoamérica) | Doblaje (España)     |
| -------------- | -------------------- | ------------------------ | -------------------- |
| Son Gohan      | Masako Nozawa        | Luis Alfonso Mendoza (†) | Miguel Ángel Montero |
| Son Goten      | Masako Nozawa        | Laura Torres             | Ana Cremades         |
| Trunks         | Takeshi Kusao        | Gaby Willer              | María Sarmiento      |
| Videl          | Yuko Minaguchi       | Carola Vázquez           | Pilar Valdés         |
| Krilin         | Mayumi Tanaka        | Luis Daniel Ramírez      | Neira Ángeles        |
| Broly          | Bin Shimada          | Ricardo Brust            | Javier Del Río       |
| Son Goku       | Masako Nozawa        | Mario Castañeda          | José Antonio Gavira  |
| Maloja         | Chafūrin             | César Soto               | Juan Ochoa           |
| Coco           | Junko Shimakata      | Alondra Hidalgo          |                      |
| Abuelo de Coco | Hitoshi Takagi       | José Luis McConnell      | Paco Cardona         |
| Narrador       | Joji Yanami          | José Lavat (†)           | Juan Ochoa           |

## Música
Tema de apertura (opening)
- "WE GOTTA POWER" por Hironobu Kageyama

Tema de cierre (ending)
- "Kiseki no Big Fight" (奇跡のビッグファイト Kiseki no Biggu Faito?) por Hironobu Kageyama

## Recepción
Dragon Ball Z: Kiken na futari! Super senshi wa nemurenai ha recibido críticas positivas de parte de la audiencia y los fanes. En el sitio IMDb los usuarios le han dado una puntuación de 6.8/10, sobre la base de más de 3100 votos. En Anime News Network tiene una puntuación aproximada de 7/10 (buena) basada en 925 votos, mientras que en MyAnimeList tiene una calificación de 7.1/10, sobre la base de 34 085 votos.